# Epipactis vermionensis
Epipactis vermionensis är en orkidéart som beskrevs av Brigitte Baumann och Helmut Baumann. Epipactis vermionensis ingår i släktet knipprötter, och familjen orkidéer.
Artens utbredningsområde är Grekland. Inga underarter finns listade i Catalogue of Life.